# Мисайлово (Владимирская область)
Мисайлово — деревня в Ковровском районе Владимирской области России, входит в состав Клязьминского сельского поселения.

## География
Деревня расположена в 10 км на юго-восток от центра поселения села Клязьминский Городок и в 21 км на восток от райцентра города Ковров.

## История
Первое упоминание церкви в честь Воскресения Господня в селе имеется в окладных книгах патриаршего казенного приказа 1648 года. В 1837 году церковь была перестроена. В 1866 году на средства прихожан под церковь был положен каменный фундамент, церковь покрыли железом, снаружи обшили тёсом. В 1880 году прихожане при церкви построили деревянную колокольню вместо бывшей звонницы. Престол в церкви был один — в честь Воскресения Господня. Приход состоял из села и деревень: Зайкино, Пшеничново, Половчиново, Василево. В годы Советской Власти церковь была утрачена.  
В конце XIX — начале XX века село входило в состав Санниковской волости Ковровского уезда. В 1859 году в селе числилось 8 дворов, в 1905 году — 8 дворов.
С 1929 года деревня входила в состав Санниковского сельсовета Ковровского района, с 2005 года — в составе Клязьминского сельского поселения.

## Население
| 1859 | 1905 | 1926 | 2002 | 2010 | 2021 |
| ---- | ---- | ---- | ---- | ---- | ---- |
| 47   | ↗58  | ↗65  | ↘0   | →0   | ↗6   |